# General Electric F118
General Electric F118 — высокотемпературный турбовентиляторный двухконтурный двигатель (ТРДД), разработанный компанией General Electric для стратегических бомбардировщиков Northrop B-2 Spirit. Данный двигатель основан на двигателе General Electric F110, используемом на истребителях F-14, F-15 и F-16, однако не является его модификацией.

## Варианты
- F118-GE-100 для Northrop B-2 Spirit[2]
- F118-GE-101 для Lockheed U-2[2]